# Gerjen
Gerjen là một thị trấn thuộc hạt Tolna, Hungary. Thị trấn này có diện tích 36,28 km², dân số năm 2010 là 1214 người, mật độ 33 người/km².